# Sven Otto Hörstadius
Sven Otto Hörstadius (* 18. Februar 1898 in Stockholm; † 16. Juni 1996 in Uppsala) war ein schwedischer experimenteller Entwicklungsbiologe. Er ist bekannt für Untersuchungen zur Entwicklung des Seeigel-Embryos.

## Leben
Hörstadius Vater war Richter und er befasste sich schon als Jugendlicher mit Biologie (Vogelbeobachtung). Er studierte an der Universität Stockholm, an der er 1928 beim Embryologen John Runnström (1888–1971) promoviert wurde. 1942 bis zu seiner Emeritierung 1964 war er Professor für Zoologie an der Universität Uppsala.
Er war bekannt für sein experimentelles Geschick in der Mikrochirurgie und Transplantation mit dünnen Glasnadeln am Seeigel-Embryo. Er wies die Ausbildung von zwei Gradienten im frühen Embryonalstadium nach und verfolgte detailliert die Ausbildung der Neuralleiste. Dabei arbeitete er anfangs an der Meeresforschungsstation Kristineberg (Eireifung beim Vielborster Pomatoceros triqueter), als er sich der Arbeit mit Seeigeln zuwandte aber häufig an der Meeresforschungsstation in Neapel. Später beim Studium der Entwicklung der Neuralleiste mit Sven Sellman verwendete er auch das mexikanische Axolotl als Versuchstier.
Er war seit 1952 auswärtiges Mitglied der Royal Society und seit 1946 Mitglied der Königlich Schwedischen Akademie der Wissenschaften. Außerdem war er Mitglied der Päpstlichen Akademie der Wissenschaften und Ehrendoktor in Cambridge, an der Sorbonne und in Bristol.
Er arbeitete mit seiner Ehefrau Greta Kjellström (1903–1987) zusammen. Aus der Ehe gingen ein Sohn (Arzt am Universitätshospital in Uppsala) und eine Tochter hervor.

## Schriften
- Über die Determination im Verlaufe der Eiachse bei Seeigeln, Pubblicazioni della Stazione zoologica di Napoli 14 (1935): 251–479
- mit Sven Sellman: Experimentelle Untersuchungen über die Determination des Knorpeligen Kopfskelettes bei Urodelen. Nova acta Regiae societatis scientiarum upsaliensis series 4, vol. 13, no. 8. Uppsala 1946.
- The Neural Crest: Its Properties and Derivatives in the Light of Experimental Research, Oxford University Press 1950.
- Experimental Embryology of Echinoderms. Oxford: Clarendon Press, 1973.